# El caso de las dos bellezas
El caso de las dos bellezas (título en alemán: Rote Lippen, Sadisterotica) es una coproducción hispano-alemana de suspense estrenada en 1968, coescrita y dirigida por Jesús Franco y protagonizada en los papeles principales por Janine Reynaud y Rosanna Yanni.

## Sinopsis
En una famosa tienda de moda se ha cometido un crimen, y el cadáver ha desaparecido de forma misteriosa. A la vez, en una exposición pictórica ha sido robado un cuadro, dejando en su lugar la marca de unos labios rojos. Al parecer dicha marca pertenece a Diana, una detective que también hace de delincuente. Diana y su amiga Regina, han sido contratadas por el ex-prometido de la modelo fallecida, que quiere esclarecer su desaparición.

## Reparto
- Janine Reynaud como Diana
- Rosanna Yanni como Regina
- Chris Howland como Francis McClune
- Alexander Engel como Albert Carimbuli
- Marcelo Arroita-Jáuregui como	Inspector Tanner
- Manolo Otero como	Vittorio Freda
- Dorit Dom como Bailarina Dancer
- Adrian Hoven como Mr. Radeck
- Ana Casares como	Asistente
- Michel Lemoine como Morpho
- María Antonia Redondo como Lida Regnier
- Vicente Roca como	Mánager de la galería
- Jesús Franco como	Napoleon Bolivard
- Elsa Zabala como Propietario tienda de moda
- Marta Reves como Chica en el vestíbulo del hotel
- Ana Puértolas como Bailarina rubia